# Mary Kay Hertog

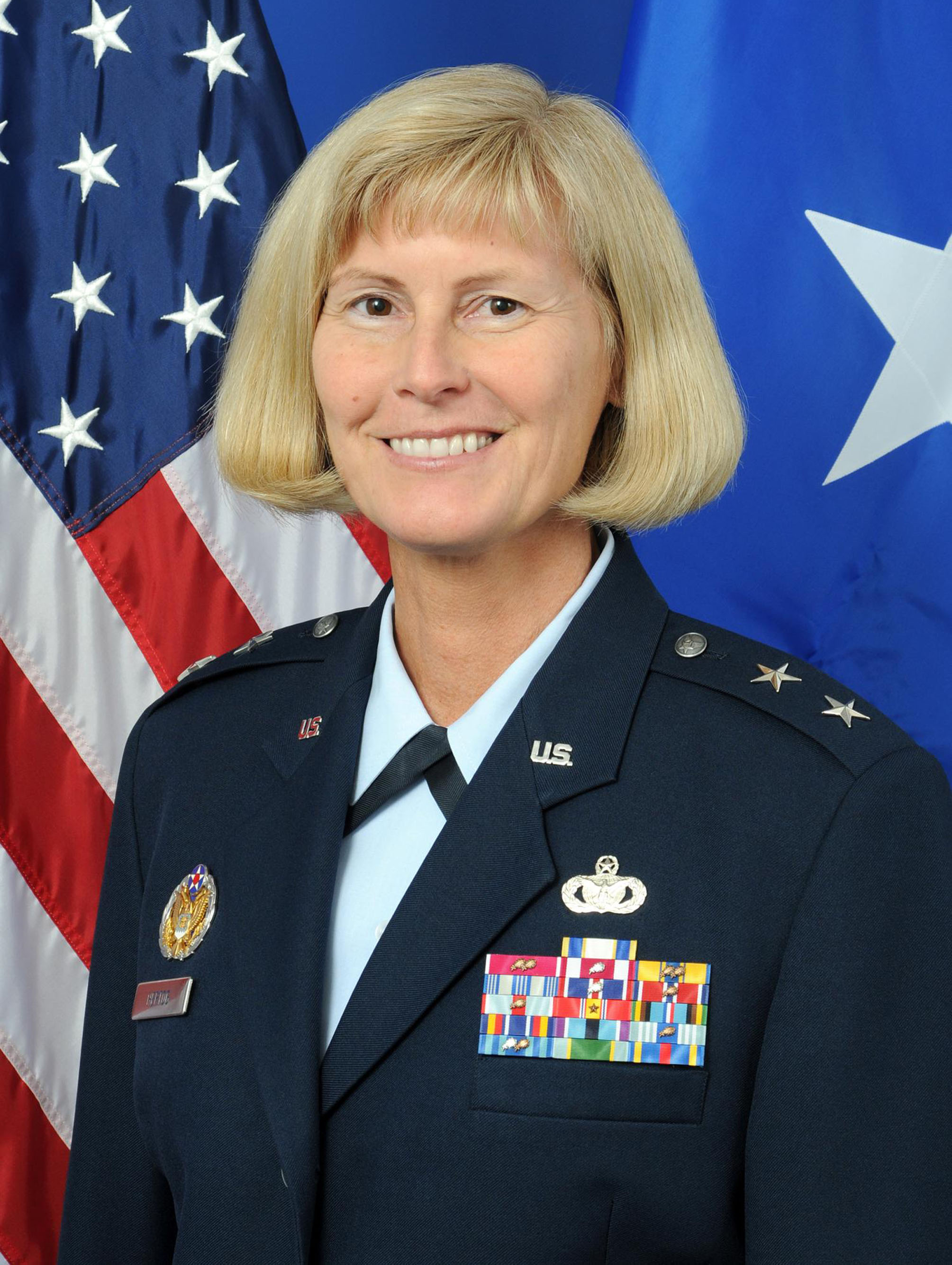
Mary Kay Hertog (2010)

Mary Kay Hertog (* um 1956) ist eine pensionierte Offizierin (Generalmajor) der United States Air Force. Sie kommandierte unter anderem die 2. Luftflotte (Second Air Force).
Über das ROTC-Programm der Miami University in Oxford in Ohio gelangte sie im Jahr 1978 in das Offizierskorps der United States Air Force. Dort durchlief sie anschließend alle Offiziersränge vom Leutnant bis zum Zwei-Sterne-General.
Im Lauf ihrer militärischen Karriere absolvierte sie verschiedene Kurse und Schulungen. Dazu gehörten unter anderem die Squadron Officer School auf der Maxwell Air Force Base in Alabama sowie das Air Command and Staff College und das Air War College, ebenfalls auf der Maxwell AFB. Außerdem erhielt sie einen akademischen Grad von der Webster University.
In ihren frühen Jahren als Offizier der Luftwaffe war sie auf verschiedenen Stützpunkten in den Vereinigten Staaten stationiert. Dabei war sie als Sicherheitsoffizierin bei unterschiedlichen Einheiten tätig, wozu auch das Hauptquartier der Luftwaffe in Washington, D.C. zählte. Dazwischen absolvierte sie die erwähnten Schulungen.
Zwischen Juli 1996 und Juli 1999 kommandierte sie als Oberstleutnant die auf der Kirtland Air Force Base in New Mexico stationierte 377. Sicherheitsschwadron (377th Security Forces Squadron). Es folgte eine Versetzung zur Ramstein Air Base in Deutschland, wo sie zwischen August 1999 und Juni 2000 die 86. Sicherheitsschwadron (86th Security Forces Squadron) kommandierte. Anschließend erhielt sie auf der Lackland Air Force Base in Texas den Oberbefehl über die 37. Ausbildungsgruppe (37th Training Group). Diese Aufgabe erfüllte sie zwischen Juni 2000 und Juli 2002.
Danach wurde sie zum Stab des Air Combat Commands auf die Langley Air Force Base in Virginia beordert. Dort leitete sie zwischen Juli 2002 und Juni 2004 die Unterabteilung, die für Sicherheit und Militärpolizei zuständig war (Director of Security Forces). In der Folge kehrte sie zur Lackland AFB in Texas zurück, wo sie das Kommando über das 37. Ausbildungsgeschwader (37th Training Wing) übernahm. Dieses Amt hatte sie zwischen Juni 2004 und Juni 2006 inne. Danach gehörte sie bis zum September 2009 dem Stab im Hauptquartiers der Air Force an. Dort leitete sie die Unterabteilung, die für Sicherheit zuständig war (Director of Security Forces, Headquarters U.S. Air Force).
Am 29. September 2009 übernahm Mary Hertog auf der Keesler Air Force Base in Mississippi als Nachfolgerin von Alfred K. Flowers das Kommando über die 2. Luftflotte. Dieses Amt bekleidete sie bis zum 21. Juli 2011, als sie von Leonard A. Patrick abgelöst wurde. Anschließend wurde sie zum Verteidigungsministerium versetzt. Dort übernahm sie die Leitung des Sexual Assault Prevention and Response Office (SAPRO), das sich mit der Bekämpfung sexueller Vergehen und Übergriffen in den amerikanischen Streitkräften befasst. Diese Aufgabe erfüllte sie bis zu ihrer Pensionierung im Jahr 2012.
Nach ihrer Militärzeit wurde Hertog Mitglied der Polizeikommission auf der Kauaʻi Insel, die zum Bundesstaat Hawaii gehört. Dort leitet sie auch die örtliche Veteranenorganisation.

## Daten der Beförderungen
| Abzeichen | Rang               | Jahr              |
| --------- | ------------------ | ----------------- |
|           | Second Lieutenant  | 7. Mai 1978       |
|           | First Lieutenant   | 24. November 1980 |
|           | Captain            | 24. November 1982 |
|           | Major              | 1. Dezember 1988  |
|           | Lieutenant Colonel | 1. März 1994      |
|           | Colonel            | 1. Januar 2000    |
|           | Brigadier General  | 1. Januar 2006    |
|           | Major General      | 7. Mai 2009       |

## Orden und Auszeichnungen
Mary Hertog erhielt im Lauf ihrer militärischen Laufbahn unter anderem folgende Auszeichnungen:
- Air Force Distinguished Service Medal
- Defense Superior Service Medal
- Legion of Merit
- Meritorious Service Medal
- Air Force Commendation Medal
- Air Force Achievement Medal
- Air Force Outstanding Unit Award
- Air Force Organizational Excellence Award
- Armed Forces Expeditionary Medal
- Humanitarian Service Medal